# Campeonato de Clubes de Oceanía 2001
El Campeonato de Clubes de Oceanía 2001 fue la tercera edición del máximo torneo continental de Oceanía. Se jugó entre el 9 y el 22 de enero en Puerto Moresby, capital de Papúa Nueva Guinea y participaron 11 equipos representantes de cada una de las asociaciones que en aquel entonces componían la OFC.
El Wollongong Wolves australiano derrotó en la final 1-0 al Tafea vanuatuense con gol de Scott Chipperfield, lo que significó el tercer título consecutivo para un club de Australia en el torneo.

## Equipos participantes
| País                      | Equipo                  | Vía de clasificación                                  |
| ------------------------- | ----------------------- | ----------------------------------------------------- |
| Australia 1 cupo          | Wollongong Wolves       | Campeón de la National Soccer League 2000             |
| Fiyi 1 cupo               | Foodtown Warrios Labasa | Campeón de la Liga Nacional de Fútbol de Fiyi 2000    |
| Islas Cook 1 cupo         | Tupapa Maraerenga       | Campeón Primera División de las Islas Cook 2000       |
| Islas Salomón 1 cupo      | Laugu United            | Campeón de la Liga Nacional de las Islas Salomón 2000 |
| Nueva Zelanda 1 cupo      | Napier City Rovers      | Campeón Liga Nacional de Nueva Zelanda 2000           |
| Papúa Nueva Guinea 1 cupo | Unitech                 | Campeón National League 2000                          |
| Samoa 1 cupo              | Titavi                  | Campeón Liga Nacional de Samoa 2000                   |
| Samoa Americana 1 cupo    | PanSa                   | Campeón Liga de Fútbol FFAS 2000                      |
| Tahití 1 cupo             | Vénus                   | Campeón Primera División de Tahití 1999-00            |
| Tonga 1 cupo              | Lotoha'apai             | Campeón Primera División de Tonga 2000                |
| Vanuatu 1 cupo            | Tafea                   | Campeón Primera División de Vanuatu 2000              |

## Fase de grupos

### Grupo A
| Equipo                   | J | G | E | P | GF | GC | GD  | Pts |
| ------------------------ | - | - | - | - | -- | -- | --- | --- |
| Wollongong Wolves        | 5 | 5 | 0 | 0 | 38 | 0  | +38 | 15  |
| Napier City Rovers       | 5 | 3 | 1 | 1 | 16 | 2  | +14 | 10  |
| Laugu United             | 5 | 3 | 1 | 1 | 19 | 14 | +5  | 10  |
| Unitech                  | 5 | 2 | 0 | 3 | 10 | 19 | −9  | 6   |
| Foodtown Warriors Labasa | 5 | 1 | 0 | 4 | 7  | 17 | −10 | 3   |
| Lotoha'apai              | 5 | 0 | 0 | 5 | 4  | 42 | −38 | 0   |

| 9 de enero de 2001, 13:00 | Lotoha'apai | 0:16 (0:8) | Wollongong Wolves | Lloyd Robson Oval, Puerto Moresby |                     |
|                           |             |            | Petrovski 18' 26' 28' 31' 33' 39' 45' · Chipperfield 23' 48' 69' · Lucas 61' 74' 87' · Reid 71' · Beltrame 75' · Young 77' | Árbitro(s): L. Fred               | Árbitro(s): L. Fred |

| 9 de enero de 2001, 15:30 | Foodtown Warriors Labasa | 1:3 (1:1) | Laugu United                | Lloyd Robson Oval, Puerto Moresby |                         |
|                           | Voli 78'                 |           | Misitomu 42' 73' · Suri 65' | Árbitro(s): Mark Shield           | Árbitro(s): Mark Shield |

| 9 de enero de 2001, 17:30 | Unitech | 0:2 (0:2) | Napier City Rovers      | Lloyd Robson Oval, Puerto Moresby |                     |
|                           |         |           | Pilcher 12' · Akers 34' | Árbitro(s): B. Hugo               | Árbitro(s): B. Hugo |

| 11 de enero de 2001, 13:00 | Napier City Rovers | 1:1 (0:0) | Laugu United | Lloyd Robson Oval, Puerto Moresby |                     |
|                            | McIvor 63'         |           | Misitomu 71' | Árbitro(s): B. Hugo               | Árbitro(s): B. Hugo |

| 11 de enero de 2001, 15:30 | Unitech                                            | 5:2 (2:1) | Lotoha'apai              | Lloyd Robson Oval, Puerto Moresby |                         |
|                            | Komboi 39' 61' · Gebo 42' · Pui 63' · Winaulin 88' |           | Fakava 26' · Tahitua 89' | Árbitro(s): Mark Shield           | Árbitro(s): Mark Shield |

| 11 de enero de 2001, 17:30 | Wollongong Wolves                                                  | 5:0 (3:0) | Foodtown Warriors Labasa | Lloyd Robson Oval, Puerto Moresby |                        |
|                            | Young 1' (pen.) · Chipperfield 10' 38' · Petrovski 67' · Lucas 90' |           |                          | Árbitro(s): H. Atisson            | Árbitro(s): H. Atisson |

| 13 de enero de 2001, 12:00 | Foodtown Warriors Labasa | 1:3 (1:2) | Unitech                        | Lloyd Robson Oval, Puerto Moresby |                         |
|                            | Solomoni 32'             |           | Konofilia 15' 60' · Komboi 38' | Árbitro(s): G. Connolly           | Árbitro(s): G. Connolly |

| 13 de enero de 2001, 14:00 | Lotoha'apai | 0:9 (0:3) | Napier City Rovers                                                  | Lloyd Robson Oval, Puerto Moresby |                        |
|                            |             |           | Gearey 22' 25' 61' 63' · Birnie 26' 85' · Cotton 60' 64' · Cudd 90' | Árbitro(s): H. Atisson            | Árbitro(s): H. Atisson |

| 13 de enero de 2001, 16:00 | Laugu United | 0:10 (0:3) | Wollongong Wolves | Lloyd Robson Oval, Puerto Moresby |                         |
|                            |              |            | Young 13' (pen.) · Chipperfield 39' 60' · Reid 43' 74' · Petrovski 49' 83' · Huxley 57' · Mennillo 76' · Cervinski 77' | Árbitro(s): B. Grimshaw           | Árbitro(s): B. Grimshaw |

| 15 de enero de 2001, 12:00 | Foodtown Warriors Labasa | 0:4 (0:1) | Napier City Rovers                              | Lloyd Robson Oval, Puerto Moresby |                     |
|                            |                          |           | Pilcher 22' · Akers 73' · Birnie 78' · Ryan 85' | Árbitro(s): L. Fred               | Árbitro(s): L. Fred |

| 15 de enero de 2001, 14:00 | Wollongong Wolves                                                     | 6:0 (3:0) | Unitech | Lloyd Robson Oval, Puerto Moresby |                        |
|                            | Chipperfield 6' · Reid 9' · Lucas 43' 81' · Petrovski 50' · Smith 83' |           |         | Árbitro(s): H. Atisson            | Árbitro(s): H. Atisson |

| 15 de enero de 2001, 16:00 | Laugu United                                      | 7:0 (0:0) | SC Lotoha'apai | Lloyd Robson Oval, Puerto Moresby |                         |
|                            | Suri 55' 65' 75' 80' 90' · Mamani 58' · Araha 63' |           |                | Árbitro(s): B. Grimshaw           | Árbitro(s): B. Grimshaw |

| 17 de enero de 2001, 12:00 | Unitech              | 2:8 (1:2) | Laugu United                                                          | Lloyd Robson Oval, Puerto Moresby |                         |
|                            | Komboi 32' · Pui 46' |           | Maki Ofu 8' 64' 77' · Suri 16' 66' · Kiriau 50' · Leo 75' · Araha 89' | Árbitro(s): G. Connolly           | Árbitro(s): G. Connolly |

| 17 de enero de 2001, 14:00 | Lotoha'apai             | 2:5 (1:2) | Foodtown Warriors Labasa                          | Lloyd Robson Oval, Puerto Moresby |                    |
|                            | Maamola 11' · Leona 78' |           | Datt Sharma 19' 34' 49' · Waqa 78' · Solomoni 90' | Árbitro(s): N. Fox                | Árbitro(s): N. Fox |

| 17 de enero de 2001, 16:00 | Napier City Rovers | 0:1 (0:1) | Wollongong Wolves | Lloyd Robson Oval, Puerto Moresby |                        |
|                            |                    |           | Petrovski 39'     | Árbitro(s): H. Atisson            | Árbitro(s): H. Atisson |

### Grupo B
| Equipo            | J | G | E | P | GF | GC | GD  | Pts |
| ----------------- | - | - | - | - | -- | -- | --- | --- |
| Tafea FC          | 4 | 4 | 0 | 0 | 22 | 1  | +21 | 12  |
| AS Vénus          | 4 | 3 | 0 | 1 | 18 | 7  | +11 | 9   |
| Titavi            | 4 | 2 | 0 | 2 | 5  | 11 | −6  | 6   |
| Tupapa Maraerenga | 4 | 1 | 0 | 3 | 3  | 21 | −18 | 3   |
| PanSa             | 4 | 0 | 0 | 4 | 0  | 8  | −8  | 0   |

| 10 de enero de 2001, 15:00 | Vénus      | 2:0 | PanSa         | Lloyd Robson Oval, Puerto Moresby |                         |
| | Garcia 85' |     | Concalves 16' | Árbitro(s): B. Grimshaw           | Árbitro(s): B. Grimshaw |
| El resultado original fue 1-1. Como el PanSa alineó un jugador inelegible, el encuentro fue decretado victoria del Vénus por 2-0. |            |     |               |                                   |                         |

| 10 de enero de 2001, 17:00 | Tafea                                          | 5:1 (3:0) | Titavi      | Lloyd Robson Oval, Puerto Moresby |                         |
|                            | Poida 16' 31' 53' · Vari 45' (pen.) · Iwai 88' |           | Michael 64' | Árbitro(s): G. Connolly           | Árbitro(s): G. Connolly |

| 12 de enero de 2001, 14:00 | Titavi | 0:6 (0:3) | Vénus                                                                 | Lloyd Robson Oval, Puerto Moresby |                     |
|                            |        |           | Garcia 12' · Tagawa 14' · Djamali 42' · Ilengo 53' 90' · Jakobson 88' | Árbitro(s): L. Fred               | Árbitro(s): L. Fred |

| 12 de enero de 2001, 16:00 | PanSa | 0:2 | Tupapa Maraerenga | Lloyd Robson Oval, Puerto Moresby |  |
| |       |     |                   | Árbitro(s): Mark Shield           |  |
| El resultado original fue 4-0 a favor del PanSa. Como el PanSa alineó un jugador inelegible, el encuentro fue decretado victoria del Tupapa por 2-0. |       |     |                   |                                   |  |

| 14 de enero de 2001, 14:00                                                                          | Tafea | 2:0 | PanSa | Lloyd Robson Oval, Puerto Moresby |  |
| |       |     |       | Árbitro(s):                       |  |
| El PanSa no pudo presentar un equipo completo. El partido fue decretado victoria del Tafea por 2-0. |       |     |       |                                   |  |

| 14 de enero de 2001, 16:00 | Vénus                                                                                         | 10:1 (4:0) | Tupapa Maraerenga | Lloyd Robson Oval, Puerto Moresby |  |
|                            | Garcia 4' · Djamali 18' 84' · Tagawa 27' 48' 57' · Jakobson 39' · Ilengo 74' 88' · Fatupa 80' |            | Arona 89'         |                                   |  |

| 16 de enero de 2001, 14:00 | Tupapa Maraerenga | 0:9 (0:6) | Tafea                                                                                | Lloyd Robson Oval, Puerto Moresby |                     |
|                            |                   |           | Iwai 2' 82' · Natuoivi 21' · Mermer 22' 27' 39' · Vari 25' · Poida 77' · Haitong 80' | Árbitro(s): B. Hugo               | Árbitro(s): B. Hugo |

| 16 de enero de 2001, 16:00                                                                             | PanSa | 0:2 | Titavi | Lloyd Robson Oval, Puerto Moresby |  |
| |       |     |        | Árbitro(s):                       |  |
| El PanSa se retiró del torneo. Por walkover el partido fue decretado como victoria del Titavi por 2-0. |       |     |        |                                   |  |

| 16 de enero de 2001, 14:00 | Titavi | 2:0 | Tupapa Maraerenga | Lloyd Robson Oval, Puerto Moresby |  |

| 16 de enero de 2001, 16:00 | Tafea | 6:0 | Vénus | Lloyd Robson Oval, Puerto Moresby |  |

## Fase final
|  | Semifinales        | Semifinales        | Semifinales |       |                   | Final             | Final | Final |  |
|  |                    |                    |             |       |                   |                   |       |       |  |
|  |                    |                    |             |       |                   |                   |       |       |  |
|  | Wollongong Wolves  | Wollongong Wolves  | 4           |       |                   |                   |       |       |  |
|  | Wollongong Wolves  | Wollongong Wolves  | 4           |       |                   |                   |       |       |  |
|  | Vénus              | Vénus              | 2           |       |                   |                   |       |       |  |
|  | Vénus              | Vénus              | 2           |       | Wollongong Wolves | Wollongong Wolves | 1     |       |  |
|  |                    |                    |             |       | Wollongong Wolves | Wollongong Wolves | 1     |       |  |
|  |                    |                    | Tafea       | Tafea | 0                 |                   |       |       |  |
|  | Tafea              | Tafea              | Tafea       | Tafea | 0                 | 4                 |       |       |  |
|  | Tafea              | Tafea              |             |       |                   | 4                 |       |       |  |
|  | Napier City Rovers | Napier City Rovers | 2           |       |                   |                   |       |       |  |
|  | Napier City Rovers | Napier City Rovers | 2           |       |                   |                   |       |       |  |
|  |                    |                    |             |       |                   |                   |       |       |  |

### Semifinales
| 20 de enero de 2001, 13:00 | Wollongong Wolves                                       | 4:2 (3:0) | Vénus                  | Lloyd Robson Oval, Puerto Moresby |                       |
|                            | Petrovski 28' · Lucas 43' 63' · Chipperfield 45' (pen.) |           | Djamali 78' · Izal 85' | Árbitro(s): S. Maidan             | Árbitro(s): S. Maidan |

| 20 de enero de 2001, 15:30 | Tafea                                   | 4:2 (1:1) | Napier City Rovers    | Lloyd Robson Oval, Puerto Moresby |                          |
|                            | Iwai 36' 89' · Mermer 60' · Haitong 88' |           | McIvor 45' · Ryan 90' | Árbitro(s): S. M. Salleh          | Árbitro(s): S. M. Salleh |

### Tercer puesto
| 22 de enero de 2001, 13:00 | Vénus                     | 2:3 (1:2) | Napier City Rovers                | Lloyd Robson Oval, Puerto Moresby |  |
|                            | Jacobsen 44' · Ilengo 74' |           | Ryan 11' · Akers 23' · Gearey 86' |                                   |  |

### Final
| 22 de enero de 2001, 15:30 | Wollongong Wolves | 1:0 (0:0) | Tafea | Lloyd Robson Oval, Puerto Moresby |  |
|                            | Chipperfield 62'  |           |       |                                   |  |

| Australia                           |
| Campeón Wollongong Wolves 1° Título |

## Estadísticas

### Tablas acumulada
| Equipo | Equipo                   | Pts | PJ | PG | PE | PP | GF | GC | Dif | Rend  |
| ------ | ------------------------ | --- | -- | -- | -- | -- | -- | -- | --- | ----- |
| 1      | Wollongong Wolves        | 21  | 7  | 7  | 0  | 0  | 43 | 2  | 41  | 100%  |
| 2      | Tafea                    | 15  | 6  | 5  | 0  | 1  | 26 | 4  | 22  | 83,3% |
| 3      | Napier City Rovers       | 13  | 7  | 4  | 1  | 2  | 21 | 8  | 13  | 61,9% |
| 4      | Vénus                    | 9   | 6  | 3  | 0  | 3  | 22 | 14 | 8   | 50%   |
| 5      | Laugu United             | 10  | 5  | 3  | 1  | 1  | 19 | 14 | 5   | 66,6% |
| 6      | Titavi                   | 6   | 4  | 2  | 0  | 2  | 5  | 11 | -6  | 50%   |
| 7      | Unitech                  | 6   | 5  | 2  | 0  | 3  | 10 | 19 | -9  | 40%   |
| 8      | Foodtown Warriors Labasa | 3   | 5  | 1  | 0  | 4  | 7  | 17 | -10 | 20%   |
| 9      | Tupapa Maraerenga        | 3   | 4  | 1  | 0  | 3  | 3  | 21 | -18 | 25%   |
| 10     | Lotoha'apai              | 0   | 5  | 0  | 0  | 5  | 4  | 42 | -38 | 0%    |
| 11     | PanSa                    | 0   | 4  | 0  | 0  | 4  | 0  | 8  | -8  | 0%    |